# 皂荚
皂荚（学名：Gleditsia sinensis），別稱皂角（中国高等植物图鉴）、皂角樹、皂角子、皂角針、皂針、皂丁、長皂角、扁皂角、大皂荚、皂荚树（浙江）、皂節（江西）、皂莢板、山皂莢、山皂角、山皂樹、肥皂莢、肥皂樹、皂角刺、莢角刺、穿心刺、金鉤刺、刺皂、台樹、懸刀（山西、廣西、《外丹本草》）、雞棲子（《廣志》）、烏犀（《曾氏方》）、猪牙皂、豬牙皂莢、眉皂、小皂、小皂莢、小牙皂、牙皂（四川）、刀皂（湖南）、脥皂、胰皂、天丁、人見愁等，为豆科皂荚属的植物，是中国的特有植物。其种加词“sinensis”意为“中华的”。

## 分佈
本種為中國特有植物，國內分佈於河北、山東、河南、山西、陝西、甘肅、江蘇、安徽、浙江、江西、湖南、湖北、福建、廣東、廣西、四川、貴州、雲南等地，分佈於海拔由平地至2,500米，一般生長於路旁、村旁、宅旁、向陽處、山坡林中或谷地之中，稍耐蔭、耐寒、耐鹽鹼，喜光及溫暖濕潤氣候，對土壤要求不高，但於乾燥瘠薄的地方則生長不良。本種壽命較長，但生長速度較慢。豬牙皂Gleditsia officinalis Hemsl.所指為本種所結的不正常莢果，模式種採自於四川。

## 形態特徵
皂莢是一種落葉喬木或小喬木植物，高約5－10米，最高可達30米，胸徑120厘米，樹冠扁球形。
樹皮粗糙不裂，暗灰色或灰黑色。樹幹及枝條灰色至深褐色，具分枝的圓刺，嫩枝灰綠色或有時帶褐色，有縱棱；刺圓柱形，粗壯，並常分枝，中部至頂端呈圓錐狀，基部至頂端橫切面呈圓形，紅褐色，無毛，具光澤，長可達16厘米。葉為一回偶數羽狀複葉，互生或於短枝上簇生，長約10－27厘米，幼樹及萌芽枝條有二回偶數羽狀複葉；小葉3－9對，下部的較小，卵形、卵狀披針形、長圓形至長橢圓形，紙質，先端鈍或漸尖，具短尖頭，基部斜楔形或斜圓形，有時稍歪斜，葉緣具細鋸齒或近全緣，兩面均無毛，或僅在兩面中脈上稍披短柔毛，表面淡黃綠色，無光澤，背面網脈明顯，兩面均突起，長約2－12.5厘米，寬約1－4厘米；小葉柄披黃色短柔毛，長約1－5毫米；葉軸具槽，疏披短柔毛。花為總狀花序，雜性花；花序頂生或腋生，不分枝，披短柔毛，長5－14厘米。花冠淡綠色、白色或黃白色，披短柔毛；花梗長約2－10毫米。雄花直徑約9－10毫米；花托深棕色，外披柔毛，長約2.5－3毫米；萼片4枚，三角狀披針形，兩面披柔毛，長約3毫米；花瓣4枚，長圓形，披微柔毛，長約4－5毫米；雄蕊6－8枚，花絲基部披長柔毛；退化雌蕊長約2.5毫米。兩性花直徑約10－12毫米；花梗長約2－5毫米；萼片花瓣與雄花相似；但兩性花萼片長約4－5毫米，花瓣長約5－6毫米；雄蕊8枚；子房條形，微彎，沿縫線上及基部披白色短柔毛或全體披毛，具短柄，柱頭淺2裂；胚珠多數。果為木質莢果，條形或鐮刀形，但不扭轉，基部漸狹成長柄狀，果肉稍厚，兩面臌起，長約5－37厘米，寬約1－4厘米；或有部份莢果短小，呈柱形，長約5－30厘米，寬約1－3.5厘米，彎曲作新月形的常稱為豬牙皂，內無種子；果頸長約1－3.5厘米；果瓣紅褐色或棕褐色，革質，常披白色粉霜；果經冬不落。種子長圓形或橢圓形，扁平，亮棕色，具光澤，長約10－13毫米，寬約8－9毫米。

## 一般用途
皂莢樹因其能抗風、抗寒、耐酸鹼、適應性強等特性，適合作綠化樹種；果實能提出植物膠，能提高麵粉的品質；種仁因含豐富的微量元素、氨基酸及半乳甘露聚糖，可供製作保健餅乾、麵包及飲料等食用品；莢果煎汁能作天然洗滌劑，為洗髮產品的天然原料；木質堅硬但易開裂，耐腐耐磨供製作傢俱及建築中的柱與樁。

## 醫藥用途

### 根皮或莖皮
皂莢的根皮或莖皮入藥，味辛，性溫。中藥名為皂莢木皮，秋冬兩季採收，切片曬乾，具解毒散結、祛風殺蟲等功效，主治無名腫毒、疥癬、惡瘡、淋巴結核、風濕骨痛等。

### 葉
皂莢的葉入藥，味辛，性溫。中藥名為皂莢葉，春季採收，曬乾，具祛風解毒、生髮等功效，主治風熱瘡癬、毛髮不生等。

### 棘刺
皂莢的乾燥棘刺入藥，味辛，性溫，藥材主產於河南、江蘇、湖北、廣西、安徽、四川、湖南 等地。中藥名為皂刺、皂角刺、皂莢刺，具祛痰止咳、搜風、消腫透膿、抗菌、殺蟲散結等功效，主治產後缺乳、胎衣不下、瘡疹頑癬、癰疽腫毒、排膿、瘰癧、癘風等，外用可治疥癬麻風，現代藥理表明皂莢刺具抗菌、祛痰、抗癌、抑癌等作用。

### 不育果實
皂莢的乾燥不育果實入藥，味辛、鹹，性溫，有小毒，藥材主產於山東、四川、雲南、貴州、陝西、河南等地。中藥名為豬牙皂、小牙皂、眉皂，為皂角樹因受外傷、衰弱等原因而結成的不育果實，具祛痰止咳、殺蟲散結、散結消腫、開竅通閉等功效，主治痰咳喘滿、痰涎壅盛、神昏不語、中風口噤、癲癇、喉痹、二便不通、癰腫疥癬等。

### 成熟果實
皂莢的乾燥成熟果實入藥，味辛、鹹，性溫，有小毒（《名醫別錄》），歸肺、大腸經，藥材產於河北、山西、河南、山東等地，全國各地均產，多為栽培。中藥名為皂莢、皂角、山皂莢、皂節（江西）、懸刀（山西、廣西、《外丹本草》）、雞棲子（《廣志》）、烏犀（《曾氏方》）等，皂莢為中醫臨床用藥，藥用之名始載於《神農本草經》，列為下品；《傷寒總病論》中記載，蘄、黃兩地，某年從春季至秋季均流行急性咽喉腫痛，引致大量病人死亡，及後黃州的潘昌言使用黑龍膏方救活病人，膏方當中的主要藥材為皂莢；《本草綱目》中記載，皂莢能殺蟲、殺精、墮胎，浸於酒中再煎成膏狀，塗抹於布上能敷貼各種腫痛；於潮濕久雨天氣時，與蒼朮同燒能辟瘟疫及濕邪；皂莢單獨燃燒時，可燻久痢脫肛，及能通肺及大腸氣，治療痰氣喘咳、瘡瘍癬疥等；《名醫別錄》中記載，皂莢能治腹部脹滿、消食積、咳嗽、明目益精、婦女胞衣不下等，用於沐浴，但不入湯劑；《日華諸家本草》中記載，皂莢能消除頭風、通利關節、消痰、殺蟲、治療骨蒸潮熱、中風牙關緊閉、增進食慾等；《藥性論》中記載，破堅癥、腹中痛、能墮胎。
皂莢具祛頑痰、祛風殺蟲、通竅開閉、利大小便等功效，主治風邪痺阻、喘咳痰多、痰厥昏迷、癲癇、中風、口噤不語、消腫止等，外用可治風癬疥癩等，非邪痰痞滿者、虛弱者及孕婦禁服。現代臨床應用於慢性阻塞性肺病、哮喘、支氣管炎、慢性傳染性肝炎、陰道炎、面神經炎、面神經麻痺、 腸梗阻、骨癌、高脂血症等治療上。
然而服用過量可引致中毒，中毒症狀常於服後1－3小時出現，症狀包括煩躁不安、嘔吐、惡心、胃脘飽滿及灼熱等；8－10小時後症狀包括頭暈、四肢酸麻、乏力、腹瀉水樣泡沫狀物、嚴重者出現醬油色血性小便等。中毒初期可使用0.02%高錳酸鉀溶液或鞣酸溶液洗胃，及需要時導瀉；出現脫水時可輸液，以維持酸鹼平衡；服用阿托品或複方樟腦酊；出現煩躁者症狀者可使用鎮靜劑；症狀嚴重至出現溶血現象時，可小量輸血。

### 種子

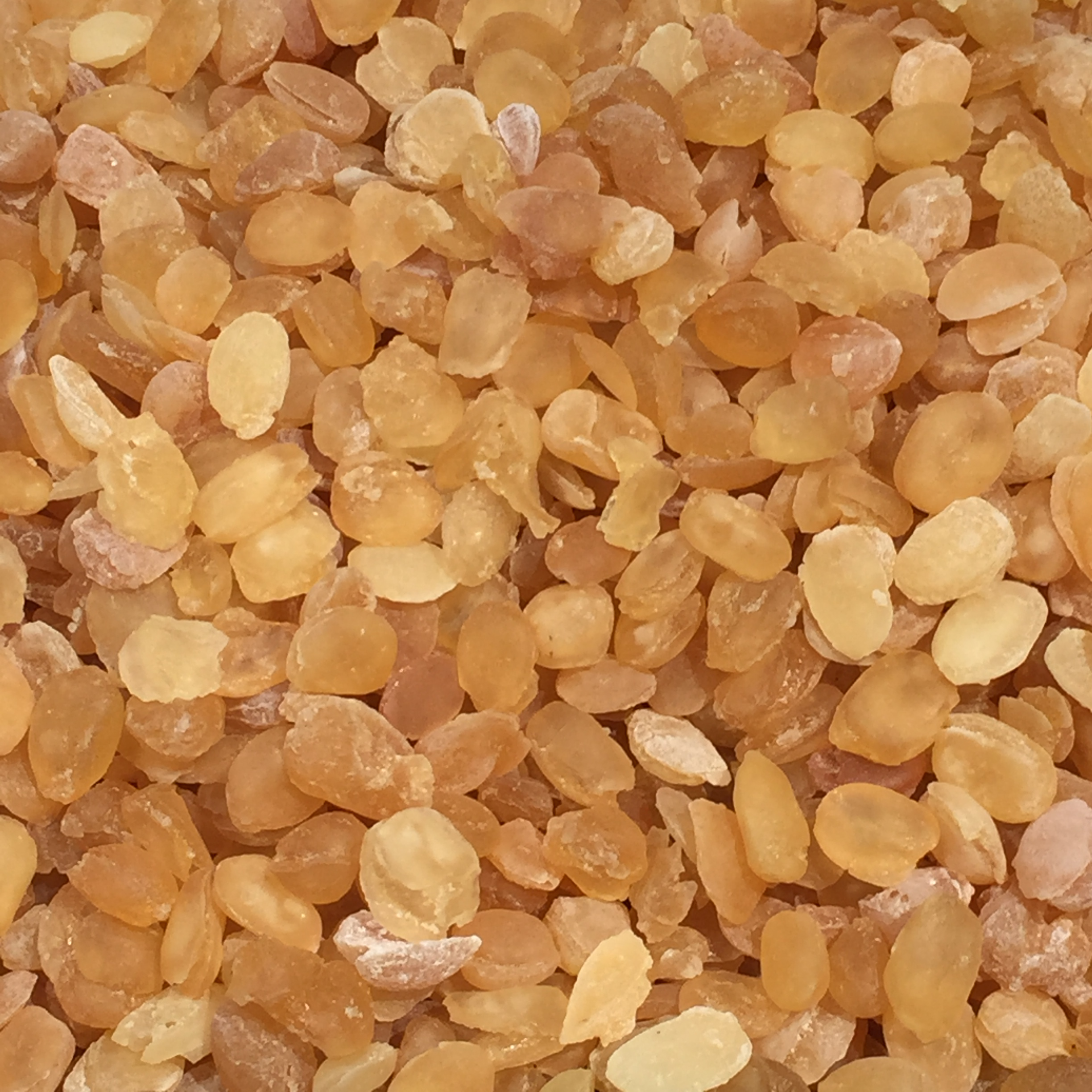
皂角米

皂莢的種子入藥，味辛，性溫，無毒。中藥名為皂莢子，秋季果實成熟時採收，曬乾，具祛風散熱、化痰散結、潤腸通便等功效，主治痰喘腫滿、大便燥結、腸風下血、疝氣疼痛、瘰鬁、腫毒、瘡癬等，體虛者及孕婦禁服。

## 藥材鑑定
本品種載錄於《中國藥典》2005年版，定為中藥皂莢刺及豬牙皂的法定原植物來源種，附錄中定為中藥大皂角的法定原植物來源種，主要透過性狀及顯微鑒別等資料，以控制藥材的質量。

### 棘刺
中藥皂莢刺以皂莢的乾燥棘刺入藥，全年均可採收，以9月至翌年3月間採收為宜，採收後乾燥或趁鮮切後乾燥；完整的主棘及1－2次分枝的棘刺，扁圓柱形，末端尖銳；主刺長約3－15厘米或更長，直徑約0.3－1厘米；分枝棘刺長約1－6厘米；表面紫棕色或棕褐色，光滑或有細皺紋；木部黃白色；髓部淡紅棕色，鬆軟；體輕，質地堅硬，不易折斷。氣微，味淡；切片厚約0.1－3厘米，常帶尖細的刺端；粉狀具刺激性，誤吸能使人作嚏。傳統經驗則認為以無枝梗，紫棕色；髓部切片紅棕色，鬆軟者為佳。

### 不育果實
中藥豬牙皂以皂莢的乾燥不育果實入藥，秋季果實成熟變黑時採收，採收後除去雜質後乾燥；扁圓柱形，多彎曲成鐮刀狀，頂端漸尖，有鳥喙狀花柱殘基，基部驟細狹長，有果梗殘痕；表面黑紫色或紫棕色，披灰白色蠟質粉霜，擦去粉霜後具光澤，部份現細小的疣狀突起及腺體，淡黃色短裂紋；腹縫線突起呈稜脊狀；質地堅硬而脆，易折斷， 斷面棕黃色，中間疏鬆，有淡綠色或淡棕黃色的絲狀物，呈絲網樣；縱向剖開可見整齊的凹窩，偶有發育不全的種子。氣微，有刺激性，味先甜後辣；粉狀紅棕色具刺激性，誤吸能使人作嚏。傳統經驗則認為以紫褐色、個小、飽滿、有光澤、無果梗者為佳。

### 果實
皂莢的乾燥成熟果實入藥，秋季果實成熟時採收，採收後除去雜質後乾燥；扁長呈劍鞘狀或畸彎曲；表面紫褐色或黑紫色，光滑，具不規則的網狀皺紋；頂端稍尖，基部鈍圓，有果梗或斷痕；兩側有明顯的縱稜線；種子所在處隆起；質地堅硬，折斷處纖維性，斷面黃色或灰黃色；種子扁橢圓形，黃褐色，光滑，多數。長約2－25厘米，寬約2－3厘米，厚約1厘米。氣微，味辛辣，搖之有響聲；粉狀具刺激性，誤吸能使人作嚏。

## 傳說故事
相傳古時有一農家少女，長得如花似玉，一天少女於野外打柴，不幸遇上村外一惡少，此惡少在鄰近數村壞事做盡，惡少對少女頓起色心，將少女強姦。少女受辱後自覺丟人，在一顆大皂角樹上自縊身亡。女兒突然冤死，老農夫婦痛不欲生，哭得淚也乾了，嗓門也叫破了，盼望女兒能起死回生。突然一位滿頭白髮的老翁出現，向農戶兩夫婦說道：「老翁自有還魂之術，請用皂角末吹入少女鼻孔，方能起死回生！」，少女父親淚眼抬望，發現老翁悄然融入皂角樹之中，方知樹神顯靈，父母兩人立刻依照老翁的吩咐，摘下皂角碾成粉末，輕輕吹入愛女鼻孔，過了一會兒，少女鼻孔微動，接着猛然一聲噴嚏後，漸漸恢復蘇醒過來。自此皂角便成為了民間的靈丹妙藥。

## 延伸阅读
[在维基数据编辑]
 《欽定古今圖書集成·博物彙編·草木典·皂莢部》，出自陈梦雷《古今圖書集成》

## 外部連結
- （简体中文）中国数字植物标本馆中的相关内容：皂荚
- 植物分類專區山東大學生命科學學院
- 皂莢Gleditsia sinensis Lam. （页面存档备份，存于）台北植物園
- 鄭州植物檢索河南省植物學會
- 木材實驗室網[永久]國際木文化學會
- 皂莢 Zaojia （页面存档备份，存于） 藥用植物圖像數據庫 (香港浸會大學中醫藥學院) （繁體中文）（英文）
- 皂角刺 中藥材圖像數據庫  (香港浸會大學中醫藥學院) （中文）（英文）
- 豬牙皂 中藥材圖像數據庫  (香港浸會大學中醫藥學院) （中文）（英文）
- 皂角刺 Zao Jiao Ci （页面存档备份，存于） 中藥標本數據庫 (香港浸會大學中醫藥學院) （繁體中文）（英文）